# Varennes, Tarn-et-Garonne

Varennes este o comună în departamentul Tarn-et-Garonne din sudul Franței. În 2009 avea o populație de 610 de locuitori.

## Monumente

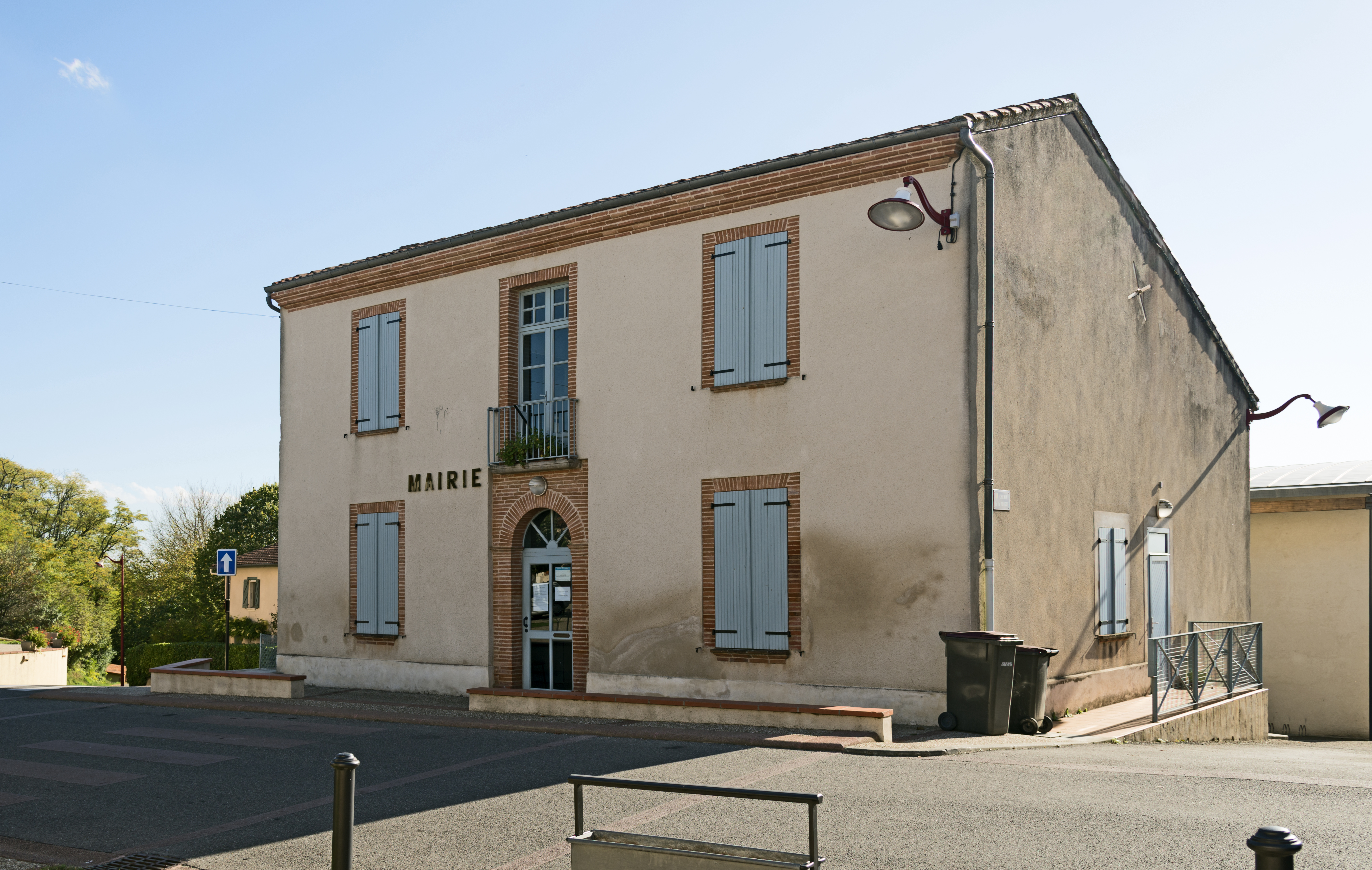
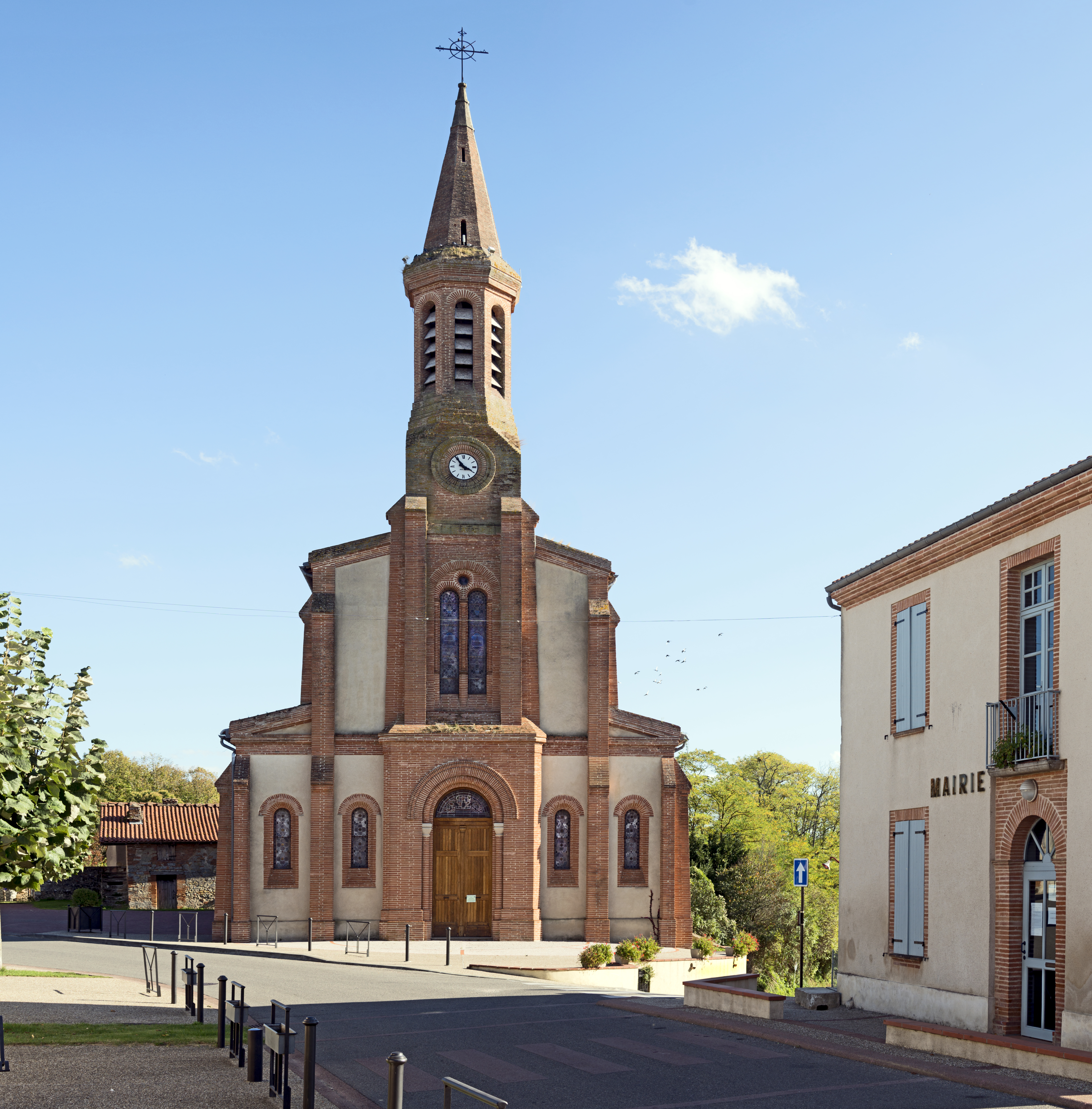

## Evoluția populației
| An        | 1975 | 1982 | 1990 | 1999 | 2006 | 2009 |
| --------- | ---- | ---- | ---- | ---- | ---- | ---- |
| Populație | 368  | 397  | 409  | 384  | 529  | 610  |